# Средногорці
Средного́рці (болг. Средногорци) — село в Смолянській області Болгарії. Входить до складу общини Мадан.

## Населення
За даними перепису населення 2011 року у селі проживала 921 особа.
Національний склад населення села:
| Національність   | Кількість осіб | Відсоток |
| ---------------- | -------------- | -------- |
| болгари          | 582            | 95,6%    |
| турки            | 12             | 2,0%     |
| цигани           | 0              | 0%       |
| інша             | 3              | 0,5%     |
| не визначились   | 12             | 2,0%     |
| Всього відповіли | 609            |          |

Розподіл населення за віком у 2011 році:
Динаміка населення: